# S-Bahn Schaffhausen
Die auf den Fahrplanwechsel im Dezember 2015 voll in Betrieb gegangene S-Bahn Schaffhausen erweiterte das Angebot des Öffentlichen Verkehrs in der Region Schaffhausen. Die S-Bahn besteht auf dem Streckennetz der SBB Infrastruktur (SBB) und der DB InfraGO (DB), wobei einzelne Abschnitte elektrifiziert und zusätzliche Haltestellen geschaffen wurden.

## Geschichte
Lanciert wurde die Idee 2004 durch Pro Bahn Schweiz im Infoforum 2 und Vorstösse der Kantonsrätinnen Iren Eichenberger und Martina Munz. Der Kantonsrat hat das Postulat am 12. Juni 2006 mit 64 zu 0 Stimmen an den Regierungsrat überwiesen. Am 6. Juni 2011 hat der Kantonsrat einen Rahmenkredit von 74,86 Millionen Schweizer Franken bewilligt und sich mit 51 zu 0 Stimmen für den Bau der S-Bahn Schaffhausen ausgesprochen. Am 25. September 2011 bewilligte das Stimmvolk des Kantons Schaffhausen mit einem Ja-Anteil von 76 % den Rahmenkredit. Alle 27 Gemeinden sprachen sich für das S-Bahn-Projekt aus.

## Ziel
Das Ziel des Projekts S-Bahn Schaffhausen war, die Hälfte des Verkehrswachstums der nächsten 20 Jahre zu übernehmen und somit auch die Strassen zu entlasten. Um dieses Ziel zu erreichen, musste der Kanton Schaffhausen folgende Angebote schaffen:
- Durchmesserlinien durch den Kanton Schaffhausen (direktere Verbindungen)
- Halbstundentakt auf allen Bahnlinien und Haltestellen im Kanton
- Viertelstundentakt zwischen den Entwicklungszentren zu Hauptverkehrszeiten
- Neue Haltestellen bei Entwicklungsschwerpunktgebieten. Neu: Neuhausen Rheinfall SBB, Beringen Beringerfeld DB. Modernisiert: Bahnhof Schaffhausen SBB/DB, Schaffhausen Herblingen DB, Bahnhof Thayngen DB, Bahnhof Jestetten.
- Komfortsteigerung für Reisende durch besseres Rollmaterial und ein neues Informationssystem

## Massnahmen
Damit man das Angebot wie geplant realisieren konnte, waren neue Infrastrukturen notwendig. Alle Projekte konnten bis Dezember 2015 realisiert werden:
- Strecken
  - Elektrifizierung der Hochrheinbahn zwischen Erzingen und Schaffhausen (19 Kilometer, 35 Millionen Schweizer Franken)
- Stationen
  - Ausbau des Bahnknotens Schaffhausen mit zusätzlichem Perron (Gleis 6, 9,7 Millionen Schweizer Franken)
  - Ausbau des Bahnhofs Thayngen mit Unterführung und Perronlängen von 320 Metern (7,3 Millionen Schweizer Franken)
  - Neue Haltestelle Beringerfeld (6,2 Millionen Schweizer Franken)
  - Wendegleis in Jestetten (3,4 Millionen Franken)
  - Neue Station Neuhausen Rheinfall beim SIG-Areal (10,6 Millionen Schweizer Franken)
  - Aufwertung der Station Herblingen (5,8 Millionen Schweizer Franken)

## Vorausgegangene Infrastrukturausbauten
Zusätzlich hatte der Kanton Schaffhausen in den vorherigen Jahren bereits verschiedene Ausbauprojekte realisiert, die auch im Hinblick auf die S-Bahn Schaffhausen ausgelegt waren.
- Aufhebung Bahnübergang Beringen Enge (2004)[3]
- Aufhebung Bahnübergang Zollstrasse Neuhausen (2007 bis 2009)[4]
- Doppelspurausbau der DB-Strecke Erzingen–Schaffhausen (19 Kilometer, 53 Millionen Euro, wurde vollständig von der Deutschen Bahn finanziert)
- Bahn- und Buskonzept Klettgau: Aufhebung der Bahnübergänge Neunkirch und Wilchingen, Aufwertung der Bahnhöfe, Anhebung der Geschwindigkeit auf 160 km/h (2010 bis 2012, 34 Millionen Schweizer Franken)[5]
- Doppelspurausbau Jestetten und Aufwertung Station (HGV-Anschluss)

## Kosten
An den Gesamtkosten von 74,86 Millionen Schweizer Franken beteiligten sich der Bund im Rahmen des Agglomerationsprogramms mit 15,32 Millionen Schweizer Franken, der Kanton übernahm 45,85 Millionen Schweizer Franken und die Gemeinden mussten sich mit 13,69 Millionen Schweizer Franken beteiligen.

## Linien
Ab Fahrplanwechsel 2023/2024 besitzen die vorher nur als "S" bezeichneten drei Linien zur besseren Unterscheidung Liniennummern.
- S 64 Schaffhausen – Beringen Bad Bf – Erzingen (Baden)
- S 65 Schaffhausen – Neuhausen SBB – Jestetten
- S 62 Schaffhausen – Singen (– Konstanz)

Ebenfalls fahren im Einzugsbereich der S-Bahn Schaffhausen Züge der S-Bahn Zürich und der S-Bahn St. Gallen:
S-Bahn Zürich
- S 9 Schaffhausen – Jestetten – Rafz – Zürich HB – Stettbach – Uster  (SBB)
- S 12 Brugg – Altstetten – Zürich HB – Stadelhofen – Winterthur – Schaffhausen/Wil  (SBB)
- S 24 Thayngen – Schaffhausen/Weinfelden – Winterthur – Zürich Flughafen – Zürich HB – Thalwil – Horgen Oberdorf – Zug  (SBB)
- S 33 Winterthur – Schaffhausen  (SBB)

S-Bahn St. Gallen
- S 1 Wil – Gossau SG – St. Gallen –  Romanshorn – Kreuzlingen – Schaffhausen  (THURBO)

Die Freifahrt mit dem deutschen Schwerbehindertenausweis gilt in den Zügen des S-Bahn- und Regionalverkehrs, welche auch Stationen in Deutschland bedienen.